# 酒井忠恒 (伊勢崎藩主)
酒井 忠恒（さかい ただつね）は、江戸時代後期の大名。上野伊勢崎藩の第7代藩主。雅楽頭系酒井家支流7代。
文化8年（1811年）10月15日、第5代藩主・酒井忠寧の次男として生まれる。天保2年（1831年）5月、兄で第6代藩主の忠良が隠居したため、養子としてその跡を継いだ。天保5年（1834年）に勧農役を設置するなどして主に農政に尽力するが、天保7年（1836年）に伊勢崎大火が起こって大被害を受け、財政難に陥った。嘉永4年（1851年）4月7日、四男の忠強に家督を譲って隠居して培堂と号し、以後は文学の世界に進んだ。
慶応4年（1868年）6月14日に死去。享年58。

## 系譜
父母
- 酒井忠寧（実父）
- 多加 ー 牧野宣成の四女（実母）
- 酒井忠良（養父）
- 宮 ー 森忠賛の四女（養母）

正室
- 滝子 ー 京極高賢の娘

側室
- 津田氏

子女
- 板倉勝全（三男）
- 酒井忠強（四男）生母は滝子（正室）
- 酒井忠彰（八男）生母は津田氏（側室）
- 酒井忠邦（九男）
- 前田安之丞室
- 春子 ー 前田利昭正室